# Niedźwiedzice (Wałbrzych)
Pour les articles homonymes, voir Niedźwiedzice.
Niedźwiedzice est une localité polonaise de la gmina de Walim, située dans le powiat de Wałbrzych en voïvodie de Basse-Silésie.